# Gradić Peyton (1957.)
Gradić Peyton (eng. Peyton Place) je američka drama iz 1957. godine koju je režirao Mark Robson. Snimljen je prema istoimenom bestseleru iz 1956. godine autorice Grace Metalious, a scenarij je napisao John Michael Hayes.

## Radnja
Film otkriva živote i ljubavi stanovnika malog gradića u Novoj Engleskoj gdje se iza naizgled mirne zajednice prije i za vrijeme Drugog svjetskog rata skrivaju skandali, ubojstvo, samoubojstvo, incest i moralna licemjernost. U središtu priče su tri žene. Constance MacKenzie je ukočena i pravedna seksualno represivna žena koja je imala aferu s oženjenim biznismenom iz New Yorka te iz te veze ima dijete. Cijeli život borila se kako bi zaštitila svoju kćerku Allison, srednjoškolku s književnim aspiracijama, pa je sve uvjerila kako se vratila u gradić Peyton s kćerkom nakon smrti svoga supruga. Selena Cross, najbolja prijateljica mlade Allison je dobra djevojka koja živi u neskladnoj obitelji. Njezin očuh alkoholičar Lucas Cross terorizira čitavu obitelj, pogotovo ženu i dijete iza zatvorenih vrata.
Ostali likovi koji se pojavljuju u filmu uključuju Allisoninog prijatelja iz škole Normana Pagea, željnog ostvarivanja vlastite samostalnosti; zločestu djevojku Betty Anderson koja želi ući u vezu s bogatim Rodneyjem Harringtonom; novog upravitelja škole Michaela Rossija koji pokušava zavesti Constance; te doktora Matthewa Swaina, vodećeg gradskog liječnika koji cijelu svoju medicinsku karijeru stavlja na kocku kako bi spasio Selenu tijekom njezinog suđenja na kojem je optužena za ubojstvo Lucasa.

## Glumačka postava
- Lana Turner kao Constance MacKenzie
- Diane Varsi kao Allison MacKenzie
- Hope Lange kao Selena Cross
- Lee Philips kao Michael Rossi
- Arthur Kennedy kao Lucas Cross
- Lloyd Nolan kao Dr. Matthew Swain
- Russ Tamblyn kao Norman Page
- Terry Moore kao Betty Anderson
- David Nelson kao Ted Carter
- Barry Coe kao Rodney Harrington
- Betty Field kao Nellie Cross
- Mildred Dunnock kao gđica Elsie Thornton
- Leon Ames kao Leslie Harrington
- Lorne Greene kao okružni tužitelj
- Staats Cotsworth kao Charles Partridge
- Peg Hillias kao Marion Partridge

## Produkcija
Manje od mjesec dana nakon što je izdana knjiga 1956. godine, producent Jerry Wald otkupio je prava od autorice Grace Metalious za 250 tisuća dolara i zaposlio je kao savjetnicu na filmu, iako nije imao namjeru dopustiti joj da na bilo koji način pridonese samoj produkciji. Sama njezina prisutnost u Hollywoodu osigurala je filmu dodatni publicitet, ali se Metalious uskoro počela nelagodno osjećati u velikom gradu. Užasnuta ublaženom adaptacijom njezine knjige od strane scenarista Johna Michaela Hayesa (koji je bio prisiljen tako raditi zbog koda Hays) te njegovog prijedloga da za ulogu Normana Pagea uzmu glumca Pata Boonea, Metalious se vratila kući u gradić Gilmanton, država New Hampshire. U konačnici je sveukupno zaradila 400 tisuća dolara od profita filma kojeg je mrzila.
Film je prvenstveno sniman u gradu Camdenu, država Maine, a dodatne scene eksterijera snimane su u Belfastu i Rocklandu te na jezeru Placid u New Yorku. Dva dana prije službene kino distribucije u SAD-u (13. prosinca 1957.) film je premijerno prikazan upravo u Camdenu.
Gradić Peyton bio je drugi najgledaniji film 1958. godine u SAD-u. Ipak, prvih nekoliko mjeseci nije izgledalo da će tako biti, ali je neočekivana životna tragedija "pomogla" profitu filma. Naime, 4. travnja 1958. godine Cheryl, kćerka glumice Lane Turner, ubila je majčinog nasilnog ljubavnika, mafijaša Johnnyja Stompanata te je smještena u popravni dom. Zahvaljujući medijima koji su u stopu pratili istragu prodaja kino ulaznica popela se za 32% pa je u konačnici film zaradio 25.6 milijuna dolara. Mrtvozornik je slučaj proglasio opravdanim ubojstvom, a državni tužitelj odlučio je ne optužiti Cheryl za zločin, iako je inzistirao na tome da postane štićenica države te da ode živjeti s bakom. Glumica Turner bojala se da će ovakav negativni publicitet uništiti njezinu karijeru, ali sve je to dovelo do toga da joj je producent Ross Hunter dao ulogu u svom filmu iz 1959. godine Imitacija života.
Film Gradić Peyton inspirirao je izrazito popularnu istoimenu televizijsku seriju koja se emitirala od rujna 1964. do lipnja 1969. godine.

## Nagrade i nominacije

### Oscar
Film Gradić Peyton imao je devet nominacija za prestižnu nagradu Oscar, ali nije osvojio niti jednu:
- Najbolji film
- Najbolji redatelj - Mark Robson
- Najbolja glumica - Lana Turner
- Najbolji sporedni glumac - Arthur Kennedy
- Najbolji sporedni glumac - Russ Tamblyn
- Najbolja sporedna glumica - Diane Varsi
- Najbolja sporedna glumica - Hope Lange
- Najbolji adaptirani scenarij - John Michael Hayes
- Najbolja kamera - William C. Mellor

### Zlatni globus
Film Gradić Peyton imao je dvije nominacije za Zlatni globus, ali nije osvojio niti jednu:
- Najbolja sporedna glumica - Hope Lange
- Najbolja sporedna glumica - Mildred Dunnock

## Vanjske poveznice
- Gradić Peyton u internetskoj bazi filmova IMDb-a